# 中村蒼
中村蒼（日语：／ Nakamura Aoi */?，1991年3月4日—），日本男演員，福岡縣福岡市出身，所屬經紀公司是LesPros娛樂，2017年1月21日於部落格宣布與交往6年的一般女性結婚。

## 演出

### 電視劇
- 死神的歌謠 第5話（2007年2月5日、東京電視台） 飾 幾間大輝
- BOYS 美型專家（2007年7月13日 - 9月28日、東京電視台） 飾 赤城響(主演)
- The 休息時間（2008年5月9日 - 2009年9月27日、迪士尼頻道） 飾 Akira
- 學校學不到的事（2008年7月15日 - 9月16日、日本電視台） 飾 水木一樹
- Q.E.D. 証明終了（2009年1月8日 - 3月12日、NHK）飾 燈馬想
- 伝えたい!僕らの夢 聴導犬が教えてくれたチカラ〜あすなろ学校の物語〜（2009年7月20日、TBS） 飾 高原彰
- オトコマエ!2 第12回（2009年11月28日、NHK）飾 長谷川久尚
- 轉職必勝班（2010年1月14日 - 3月11日、朝日電視台） 飾 江村夏生
- 完美的藍（2010年2月7日、WOWOW） 飾 諸岡進也
- 求婚兄弟（2011年2月21日 - 24日、富士電視台） 飾 山田三郎
- 再生巨流（2011年3月6日、WOWOW） 飾 蓬莱秀樹
- 高木護的規矩 最終話（2011年7月3日、富士電視台） 飾 佐野泉
- 花樣少年少女 ～美男☆樂園～2011（2011年7月10日 - 9月18日、富士電視台） 飾 佐野泉
- 魔術的耳語（2011年9月9日、富士電視台） 飾 高木守
- 黑板 第1夜（2012年4月5日、TBS） 飾 馬場武文
- Legal High 第1話（2012年4月17日、富士電視台） 飾 坪倉裕一
- 無法呼吸的夏天（2012年7月10日 - 9月18日、富士電視台） 飾 草野廣太
- MONSTERS 最終話（2012年12月9日、TBS） 飾 關根純平
- 惡女們的手術刀2（2012年12月21日、富士電視台） 飾 石塚誠一
- 白虎隊（2013年1月2日、東京電視台） 飾 篠田儀三郎
- 背心戰士（2013年4月25日 - 6月20日、MBS） 飾 暮田空
- 八重之櫻（2013年9月15日 - 12月15日、NHK） 飾 德富蘇峰（豬一郎）
- 謎之轉校生（2014年1月10日 - 3月28日、東京電視台） 飾 岩田廣一(主演)
- 希望之花（2014年2月25日、NHK） 飾 杉浦大樹(主演)
- 東京護衛中心（2014年4月10日 - 6月26日、Dlife） 飾 佐佐岡守
- 愛麗絲之棘（2014年4月11日 - 6月13日、TBS） 飾 磐台悠真
- 書架食堂（日语：本棚食堂）（2014年8月18日 - 26日、NHK BS Premium） 飾 真田錦(主演)
  - 書架食堂2（2015年7月7日－28日、10月6日－27日、NHK BS Premium） 飾 真田錦(主演)
- 罪人的謊言（2014年8月31日 - 9月28日、WOWOW） 飾 廣瀬祐
- Mothers（2014年10月18日、中京電視台） 飾 山瀬健太
- 無間雙龍〜這份愛才是正義。 第1話（2015年1月16日、TBS） 飾 沢渡慶太
- 永遠的0（2015年2月11日 - 15日、東京電視台） 飾 大石賢一郎
- 傾奇者慶次（2015年4月9日 - 6月18日、NHK） 飾 前田新九郎
- 第一列電車運行（2015年8月10日、NHK） 飾 森永勘太郎
- 洞窟歐吉桑（2015年10月1日、NHK BS Premium） 飾 加山一馬
- 圖書館戰爭BOOK OF MEMORIES（2015年10月5日、TBS） 飾 朝比奈修二
- 無痛〜診療之眼〜（2015年10月7日 - 12月16日 、富士電視台） 飾 伊原忠輝
- いとの森の家（2015年12月26日 - 27日、NHK BS Premium ）飾 中津先生
- 櫻坂近邊物語-第四夜（2016年3月10日、富士電視台） 飾 千葉明久
- 毫不保留的愛（2016年7月12日 - 9月20日、TBS） 飾 宮澤綾
- 潛入搜查偶像 刑事Dance（日语：潜入捜査アイドル・刑事ダンス）（2016年10月8日 - 12月24日 、東京電視台） 飾 辰屋すみれ(主演)
- 真晝的惡魔（日语：真昼の悪魔）（2017年2月12日 - 3月25日、富士電視台） 飾 難波聖人
- 破狱（2017年4月12日 、東京電視台） 飾 野本金之助
- 紅鬍子（2017年11月3日－12月22日 、NHK BS Premium） 飾 保本登
- 性命出售（日语：命売ります）（2018年1月13日－3月24日、BSJ） 飾 山田羽仁男(主演)
- 惡魔吹著笛子來（日语：悪魔が来りて笛を吹く#2018年版）（2018年7月28日、NHK BS Premium） 飾 三島東太郎
- 日記Diary（日语：ダイアリー (テレビドラマ)）（2018年9月9日－9月30日、NHK BS Premium） 飾 桧山悠一
- 老公的小弟無法進入（日语：夫のちんぽが入らない）（2019年、Netflix） 飾 研一(主演)
- 浮世畫家（2019年3月24日、NHK BS8K / 3月30日、NHK綜合） 飾 小野益次
- 同一屋簷下的四個女人的故事（2019年9月30日、東京電視台）飾 本庄宗一
- 歡呼（2020年3月30日 - 11月27日、NHK）飾 村野鐵男
- 神的病歷簿 第2話・第3話（2021年2月22日・3月1日、東京電視台）飾 進藤辰也
- 涅墨西斯（2021年4月11日 - 6月13日、日本電視台）飾 四万十勇次
- 奔馳向風的彼方（2021年12月18日・25日、NHK綜合）飾 綠川光司
- 管理官KING（2022年1月6日、朝日電視台）飾 宝生瑛人
- 戰國～大失敗領袖的大逆轉～（2022年3月、NHK BS4K / 2022年4月、NHK BS Premium）飾 千石健人（主演）
- 椅子 第6話「正在下雨」（2022年7月1日、WOWOW）飾 優太
- 家庭教師寅子（2022年7月20日 - 9月21日、日本電視台） 飾 福田福多
- 廚刀與小青椒 -一日料理帖-（2023年3月24日 - 5月26日、WOWOW）飾 田嶋明丞
- 爛漫（2023年4月3日 - 9月29日、NHK）飾 廣瀨佑一郎
- Mr.新娘（2023年4月12日 - 6月21日、富士電視台）飾 古賀一織
- 大奥（2023年10月3日 - 12月12日、NHK）飾 德川家齊
- GEEKS（2024年7月4日 - 9月19日、富士電視台）飾 芹澤直樹
- 宇宙漂浮教室（2024年10月8日 - 、NHK）飾 相澤努
- 東京沙拉碗（2025年1月7日 - 、NHK）飾 織田覺
- 豈有此理〜蔦重繁華如夢故事〜（2025年1月 - 、NHK）飾 次郎兵衛

### 電影
- 恋空（2007年11月3日公開、東宝） 飾 望
- ひゃくはち（2008年8月9日公開、Phantom Film） 飾　小林伸廣（ノブ）(主演)
- BECK（2010年9月4日公開、松竹） 飾 櫻井裕志（Saku）
- 完美的藍（2010年9月18日公開、角川Cineplex） 飾 諸岡進也
- 大奥（2010年10月1日公開、松竹／Asmik Ace） 飾 垣添
- 靈動2：東京實錄（2010年11月20日公開、Presidio） 飾 山野幸一(主演)
- 荒唐男荒唐女（2011年1月15日公開、NCW） 飾 村椿幸之助(主演)
- 群星劃過的城鎮（2011年3月26日公開、YOSHIMOTO R and C）飾 堤恒太郎(主演)
- 你和我（2011年5月14日公開、Arc Films） 飾 青年(主演)
- 我愛過的那個時代（2011年5月28日公開、Asmik Ace） 飾 柴山洋
- 掰掰演劇社（2011年8月6日公開、Shaw gate） 飾 小笠原元氣(主演)
- 浮雲教我的事（2011年11月5日公開、Shaw gate） 飾 兒玉陽一
- 不完美情人（2013年10月26日公開、東宝） 飾 真山稔邦
- 東京難民（2014年2月22日公開、Phantom Film）飾 時枝修(主演)
- 再一次說愛你（2014年11月8日、WARNER ENTERTAINMENT JAPAN） 飾 佐野
- 圖書館戰爭2：最後任務（2015年10月10日公開、東宝）飾 朝比奈修二
- 春子超常現象研究所（2015年12月5日公開） 飾 電視(主演)
- 討厭的女人（日语：嫌な女）（2016年6月25日公開、松竹） 飾 磯崎賢
- 生日卡片（2016年10月22日公開、東映） 飾 立石純
- HiGH&LOW THE MOVIE 2 / END OF SKY（2017年8月19日、松竹） 飾 林蘭丸
- 衝吧！我的龐克青春（2017年10月28日、Showgate） 飾 仁
- 飛上天空的輪胎（2018年6月15日、松竹） 飾 杉本元
- 涅墨西斯：黃金螺旋之謎（2023年3月31日、日本華納兄弟） 飾 四萬十勇次
- 沉默的艦隊（2023年9月29日、東寶） 飾 山中榮治

### 網路劇
- 假面騎士BLACK SUN（2022年） - 飾演 南光太郎（1972年）

### 舞台劇
- 死者田園祭（2006年10月4日 - 8日、新国立劇場・中劇場） 飾 寺山少年
- Curry Life（2011年5月14日 - 6月12日） 飾 健介
  - 東京：5月14日 - 22日、天王洲 銀河劇場／大阪：6月4日 - 5日、森之宮Piloti Hall／金沢：6月10日、金沢市文化中心／新潟：6月12日、新潟市民藝術文化會館・劇場
- 朗讀 Curry Life（2011年12月29日、Sunshine劇場） 飾 健介
- 熱海殺人事件NEXT〜叼煙草傳兵衛搜査日誌〜（2012年4月6日 - 4月22日） - 飾 大山金太郎
  - 東京：4月6日 - 15日、紀伊國屋中心／福岡：4月18日、Canal City劇場／大阪：4月21日 - 22日、森之宮Piloti Hall
- 離開、消失（2013年6月4日 - 23日、新國立劇場・小劇場）
- 真田十勇士（2014年1月7日 - 2月19日）- 真田大助

### 手機劇
- 世界の終わりに咲く花（2010年9月20日 - 11月23日、BeeTV） 飾 矢野太陽
- L et M（2012年2月1日 - 4月9日、BeeTV） - 飾 倉田啓

### MV
- 2BACKKA「ハレバレ」（2009年）
- 高橋優「旅人」（2014年）- 使用「東京難民」的影片剪接
- 高橋優「太陽與花」歌詞PV（2014年） - 使用中村親筆書寫的文字

## 作品

### 写真集
- 蒼日和（2008年10月3日、主婦と生活社） ISBN 9784391136876
- ハタチ（2011年3月4日、講談社） ISBN 9784062167727

### 書籍
- 北村栄基と中村蒼のLet's lovinglish!―イケメンに口説かれながら学ぶ! 恋愛英会話（笑って覚える英会話シリーズ、DVD付き）（2007年10月、大阪書籍） ISBN 9784754850197

### 雜誌連載
- Cinema★Cinema「中村蒼のa Day In The Life」（No.31 [2011年4月] - 、学研パブリッシング）

### DVD
- 名前で呼ぶなって! REAL FACEシリーズ　中村蒼 〜I'll do my best together〜（2007年9月21日、ジェネオン・ユニバーサル・エンターテイメントジャパン）
- Holiday（2009年11月25日、Air homme）

## 備註
1. ↑  「補欠が主役の高校野球映画 「ひゃくはち」主演中村蒼 Archive.today的存檔，存档日期2012-07-30」]
2. ↑  「中村蒼が一般女性と結婚、交際６年目の記念日に入籍 （页面存档备份，存于）」]

## 外部連結
- 中村蒼 | レプロエンタテインメント - 所屬事務所官方網站
- 中村蒼 OFFICIAL BLOG（页面存档备份，存于）
- 中村蒼 官方部落格（页面存档备份，存于）